# Dance Monkey
A Dance Monkey Tones and I ausztrál énekesnő 2019. május 10-én megjelent második kimásolt dala a The Kids Are Coming című debütáló EP-ről. A dal producere Konstantin Kerstin volt. A dal a zenei előadókról szóló elvárásokról szól.
A dal több mint 30 ország slágerlistájának élén szerepelt. Többek között Ausztrália, Kína, Csehország, Dánia, Észtország, Finnország, Franciaország, Németország, Izland, Írország, Izrael, Olaszország, Japán, Malajzia, Hollandia, Új-Zéland, Portugália, Románia, Svédország, Svájc, Egyesült Királyság, valamit számos európai és ázsiai országban volt helyezett. Az amerikai Billboard Hot 100-as listán a 9. helyre került.
A dal 10 hétig volt első helyezett az ausztrál kislemezlistán. Ezt korábban csak a Justice Crew nevű csapatnak sikerült "Que Sera" című 2014-es dalával megdöntenie. Novemberben a dal már 16. hete szerepelt a slágerlisták élén ausztráliában, melyet korábban Ed Sheeran Shape of You című dalának sikerült elérnie 2017-ben. A dal összességében 21 hétig volt slágerlistás helyezett.
A 2019-es ARIA díjkiosztó alkalmával a dalt hét díjra jelölték, melyből hármat nyert meg. Megnyerte az ARIA díjat a legjobb női előadóművész kategóriában, a legjobb pop-dal és az új előadóművész kategóriában.
Az Egyesült Királyságban a dal rekordot döntött a kislemezlistán, amikor 14 hétig volt első helyezett. Ezt korábban csak Whitney Houston I Will Always Love You című dalának sikerült 1992 és 1993 között, valamint Rihanna "Umbrella" című dalának, és Jay-Z-nek sikerült 2007-ben.
A "Dance Monkey" 2019. november 18-án debütált az amerikai televízióban a Jimmy Fallon The Tonight Show műsorban, majd december 10-én Tones ismét vendégszerepelt az Egyesült Államokban, a The Voice műsorban. A dal a következő héten a 9. helyre lépett be a Billboard Hot 100-as listára.

## Dalszöveg
2019 júliusában DJ Smallzy interjút készített a Nova FM rádióállomásnak, akkor Tones azt nyilatkozta, hogy a dal arról szól, hogy milyen elvárások vannak az előadókkal szemben, és milyen a kapcsolat a közönséggel.
"Amikor ezt a dalt írtam, úgy éreztem, hogy mindig szórakoztatnom kell az embereket az utcán. Ha nem tetszett nekik, akkor egyszerűen csak a telefonjukon valami másra kattintottak. Mindannyian hozzászoktunk ahhoz, hogy egy gombnyomással szórakozzunk."

## Videóklip
A dalhoz tartozó klipet a Visible Studió készítette, melyet Liam Kelly és Nick Kozakis rendezett. 2019. június 24-én jelent meg. A videóban "Mr.Tones" egy idős ember, aki kigúnyol más időseket, és táncol egy golfpályán más idős emberekkel. A klipet 2025 augusztusáig 2 ,2 milliárdan látták a YouTube-on.

## Kritikák
Al Newstead az ABC-től azt nyilatkozta, hogy a dal azonnal beilleszkedik az agyába. Mike Kaplan az Entercom Alternative VNYL New York rádióállomástól rendkívül emlékezetesnek, és fülbemászónak  nevezte a dalt. (Ez a rádióállomás játszotta le először az Egyesült Államokban a dalt).

## Feldolgozások, paródiák
A dalnak magyar paródiája is készült, melyben Schobert Norbert fitness gurut parodizálja ki Polgár Peti. A dal a "Finess Monkey" címet kapta. Az Irigy Hónaljmirigy pedig a "Harminc Év" című zenében dolgozta fel.

## Slágerlista
| Slágerlista (2019)                                              | Legjobb helyezés |
| --------------------------------------------------------------- | ---------------- |
| Argentína (Argentina Hot 100)                                   | 31               |
| Ausztrália (ARIA)                                               | 1                |
| Ausztria (Ö3 Austria Top 40)                                    | 1                |
| Belgium (Ultratop 50 Flandria)                                  | 1                |
| Belgium (Ultratop 50 Wallonia)                                  | 1                |
| Bulgária (PROPHON)                                              | 1                |
| Kanada (Canadian Hot 100)                                       | 1                |
| Kolumbia (National-Report)                                      | 74               |
| Független Államok Közössége (Tophit)                            | 3                |
| Horvátország(HRT)                                               | 2                |
| Csehország (Rádio Top 100)                                      | 1                |
| Csehország (Singles Digitál Top 100)                            | 1                |
| Dánia (Tracklisten)                                             | 1                |
| Észtország (Eesti Ekspress)                                     | 1                |
| Európai Unió Euro Digital Songs (Billboard)                     | 1                |
| Finnország ((Suomen virallinen lista))                          | 1                |
| Franciaország (SNEP)                                            | 1                |
| Németország (Offical German Charts)                             | 1                |
| Görögország (IFPI)                                              | 2                |
| Magyarország (Rádiós Top 40)                                    | 1                |
| Magyarország (Single Top 40)                                    | 1                |
| Magyarország (Stream Top 40)                                    | 1                |
| Izland (Tonlist)                                                | 1                |
| Írország (IRMA)                                                 | 1                |
| Izrael (Media Forest)                                           | 1                |
| Olaszország (FIMI)                                              | 1                |
| Japán Japan Hot Overseas (Billboard Japan)                      | 9                |
| Lettország (LAIPA)                                              | 1                |
| Litvánia (AGATA)                                                | 1                |
| Libanon (Lebanese Top 20)                                       | 2                |
| Luxemburg Luxembourg Digital Songs (Billboard)                  | 1                |
| Malajzia (RIM)                                                  | 1                |
| Mexikó Mexico Airplay (Billboard)                               | 1                |
| Hollandia (Dutch Top 40)                                        | 1                |
| Hollandia (Single Top 100)                                      | 1                |
| Új-Zéland (Recorded Music NZ)                                   | 1                |
| Norvégia (VG-lista)                                             | 1                |
| Lengyelország (Polish Airplay Top 100)                          | 1                |
| Portugália (AFP)                                                | 1                |
| Románia (Airplay 100)                                           | 1                |
| Skócia (Official Charts Company)                                | 1                |
| Szingapúr (RIAS)                                                | 2                |
| Szlovákia (Singles Digitál Top 100)                             | 1                |
| Szlovákia (Rádio Top 100)                                       | 1                |
| Szlovénia (SloTop50)                                            | 2                |
| Spanyolország (PROMUSICAE)                                      | 3                |
| Svédország (Sverigetopplistan)                                  | 1                |
| Svájc (Schweizer Hitparade)                                     | 1                |
| Egyesült Királyság (Official Charts Company)                    | 1                |
| Amerikai Egyesült Államok US (Billboard Hot 100)                | 9                |
| Amerikai Egyesült Államok US Adult Top 40 (Billboard)           | 14               |
| Amerikai Egyesült Államok US Alternative Songs (Billboard)      | 12               |
| Amerikai Egyesült Államok US Dance/Club Songs (Billboard)       | 39               |
| Amerikai Egyesült Államok US Dance/Mix Show Airplay (Billboard) | 23               |
| Amerikai Egyesült Államok Mainstream Top 40 (Billboard)         | 9                |
| Amerikai Egyesült Államok US Rolling Stone Top 100              | 12               |

| Slágerlista (2019)                   | Helyezés |
| ------------------------------------ | -------- |
| Belgium (Ultratop Flanders)          | 9        |
| Belgium (Ultratop Wallonia)          | 9        |
| Kanada (Canadian Hot 100)            | 81       |
| Németország (Official German Charts) | 2        |
| Hollandia (Dutch Top 40)             | 22       |
| Új-Zéland (Recorded Music NZ)        | 11       |

## Kiadások
| Régió       | Dátum             | Formátum                     | Label     | Verziók       |
| ----------- | ----------------- | ---------------------------- | --------- | ------------- |
| Ausztrália  | 2019. május 10.   | Streaming digitális letöltés | Bad Batch | Original      |
| Világszerte | 2019. október 18. | Streaming digitális letöltés | Bad Batch | Stripped Back |

## Minősítések
| Régió | Minősítés   | Eladott példányszám |
| --- | ----------- | ------------------- |
| Ausztrália (ARIA) | 14× platina | 980 000‡            |
| Ausztria (IFPI Austria)                                                                                                 | 2× platina  | 60 000‡             |
| Belgium (BEA) | 5× platina  | 200 000‡            |
| Brazília (Pro-Música Brasil)                                                                                            | 2× gyémánt  | 320 000‡            |
| Kanada (Music Canada)                                                                                                   | gyémánt     | 800 000‡            |
| Dánia (IFPI Denmark) | 3× platina  | 270 000‡            |
| Franciaország (SNEP) | gyémánt     | 333 333‡            |
| Németország (BVMI) | 3× platina  | 1 200 000‡          |
| Olaszország (FIMI) | 5× platina  | 350 000‡            |
| Japán (RIAJ) | ezüst       | 30 000 000†         |
| Hollandia (NVPI) | 2× platina  | 160 000‡            |
| Új-Zéland (RMNZ) | 5× platina  | 150 000‡            |
| Lengyelország (ZPAV) | 3× gyémánt  | 300 000‡            |
| Portugália (AFP) | 3× platina  | 30 000‡             |
| Spanyolország (PROMUSICAE)                                                                                              | 6× platina  | 240 000‡            |
| Svájc(IFPI Switzerland)                                                                                                 | 3× platina  | 60 000‡             |
| Egyesült Királyság (BPI)                                                                                                | 4× platina  | 2 400 000‡          |
| Egyesült Államok (RIAA)                                                                                                 | 4× platina  | 4 000 000‡          |
| ‡ Eladási+streaming példányszámok kizárólag a minősítés alapján. † Csak streaming számok kizárólag a minősítés alapján. |             |                     |